# Eoin Jess
Eoin Jess (Portsoy, 1970. december 3. –) skót válogatott labdarúgó.
A skót válogatott tagjaként részt vett az 1996-os Európa-bajnokságon.

## Sikerei, díjai
Aberdeen
- Skót bajnok (1): 1986–87

Egyéni
- A Kupagyőztesek Európa-kupája társgólkirály (1): 1993–94 (5 gól)